# 토르토렐라
토르토렐라(이탈리아어: Tortorella)는 이탈리아 캄파니아주 살레르노도에 있는 코무네이다.